# Драгор (річка)
Драгор (колишня назва: Макофро) — річка, що протікає через Бітолу. Бере початок з кількох дрібніших річок. Витокова частина складається з декількох водотоків, що беруть початок зі схилів Пелістера: Сапунчіца, Лак Поток, Црвена Река та Клісуріца. У верхніх гірських частинах Драгор проходить через села Діхово і Братин Дол, а в нижніх частинах в середині частині Пелагонії (576 м над рівнем моря) впадає в річку Црна за 1 км на північний захід від села Новаці.

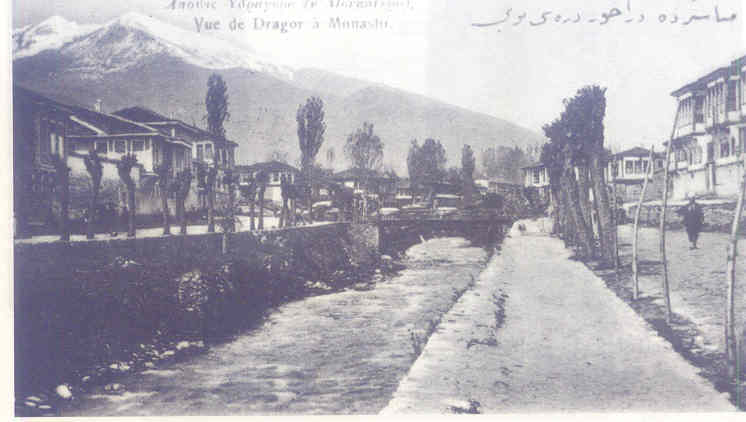
Драгор 1902 року на османській листівці

Загальна довжина Драгор складає 25 км, об'єм вододілу 67 км, площа басейну 188 км2 а середнє падіння 17,0 %. Максимальні місячні рівні води та стоку річки Драгор припадають на квітень та травень через весняні дощі та танення снігу на Пелістері, а з липня по вересень спостерігається мінімальний рівень води.
Тільки верхів'я Драгорота мають гарну якість і біологічну різноманітність. Від Бітоли до гирла Црна ріки Драгор позбавлений будь-якого живого життя через промислове забруднення води.
У 1896 році річище Драгор через центр міста регулювалося причалами довжиною 3,5 км і глибиною більш як 4 м, а потім мостами та кам'яними каскадами.
У 1962 році місто було затоплено, і існували побоювання, що станеться катастрофа, якщо вода вийде з берегів і досягне рівня мостів у місті. Навпаки, у жовтні 1966 року сталося так, що річище зовсім висохло. У зв'язку з такими випадками з 1983 року рівень води у річище річки Драгор регулюється шляхом будівництва водозабірного каналу для Стрежівського озера.

## Галерея

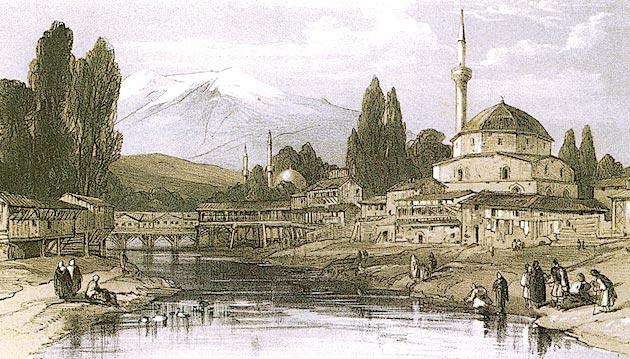
Драгор через Бітолу - гравюра XIX століття
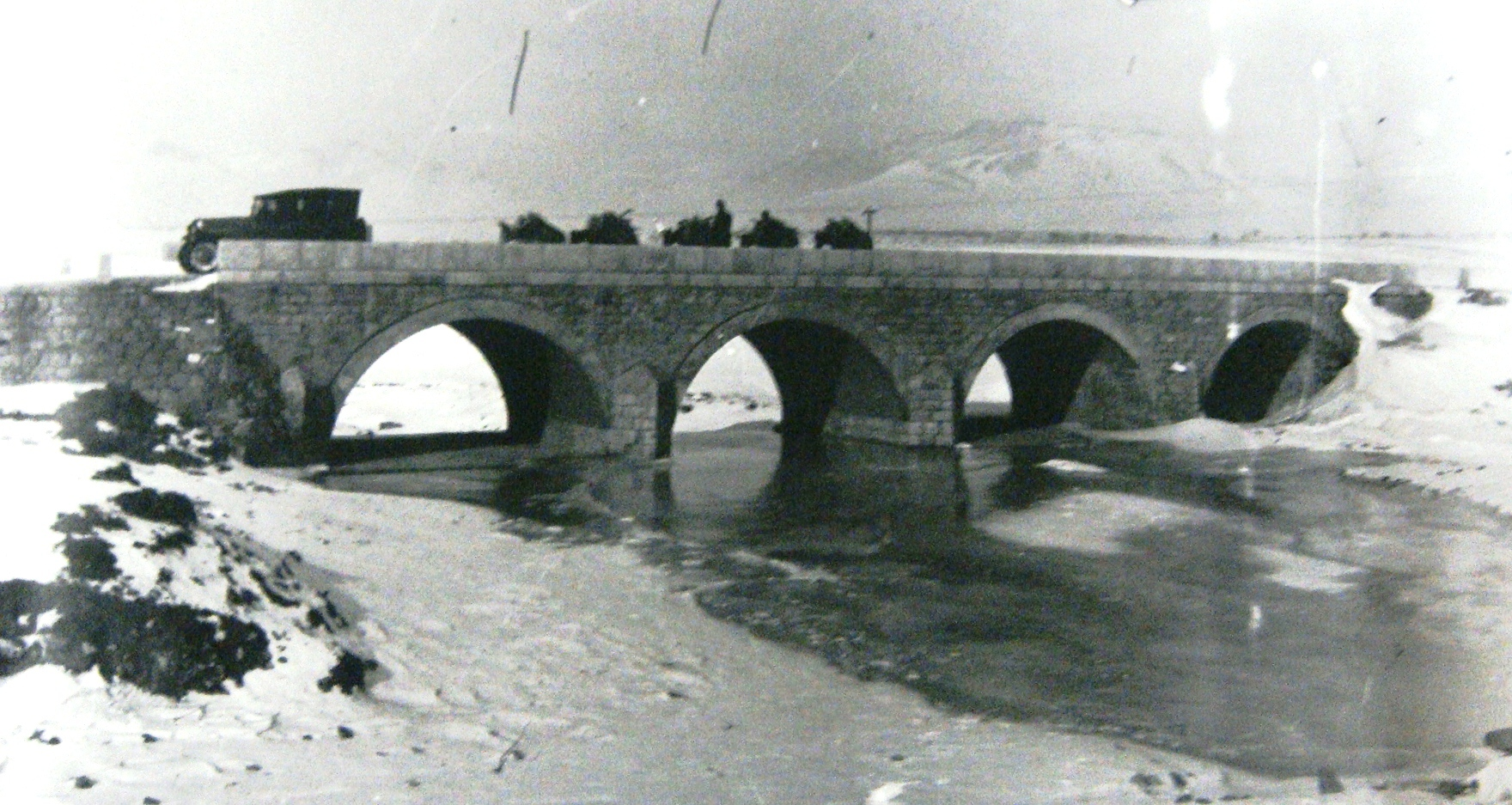
Міст на річці Драгор, біля села Довледжик. Бітола, 1916
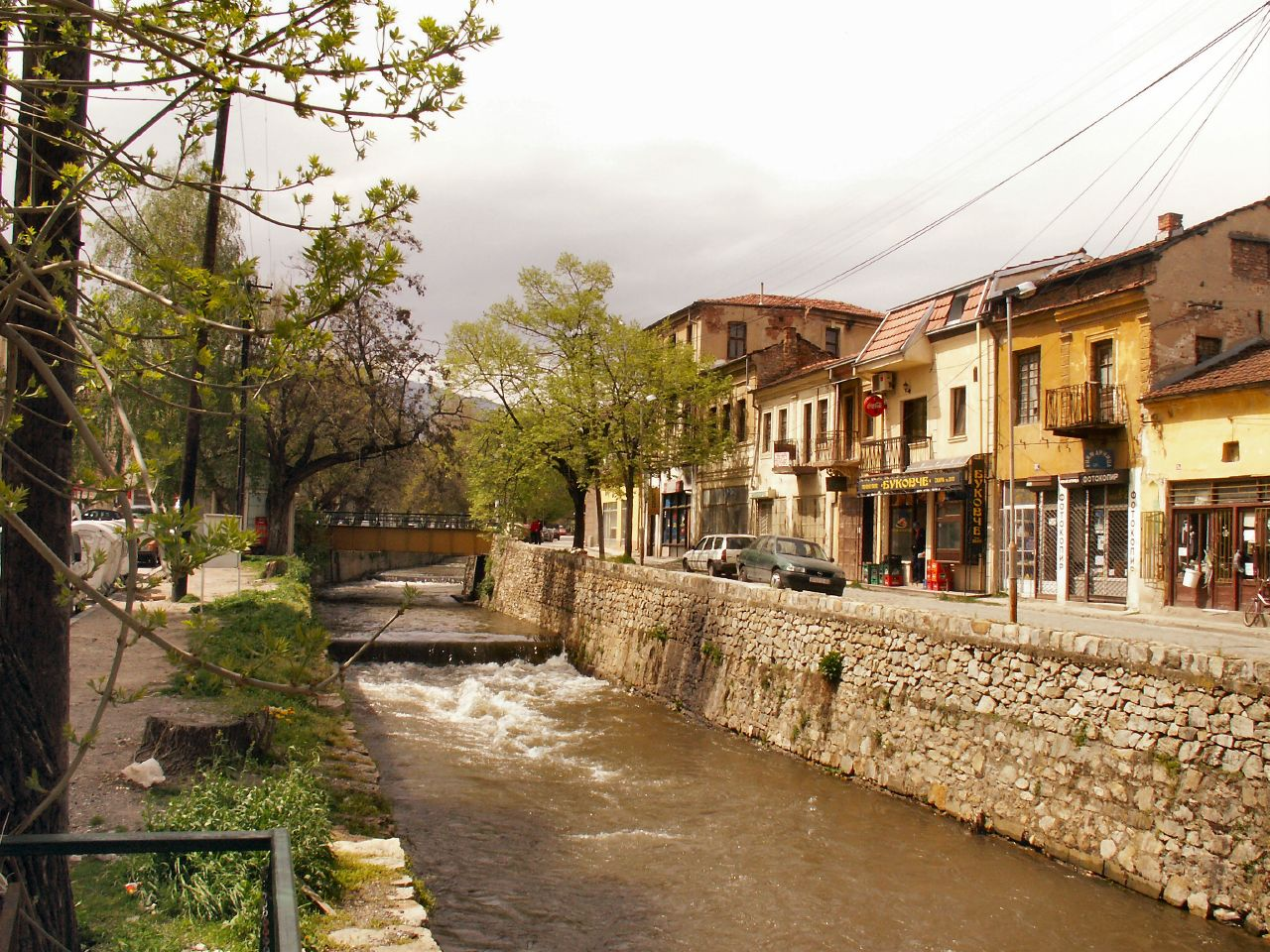
Драгор через Бітолу
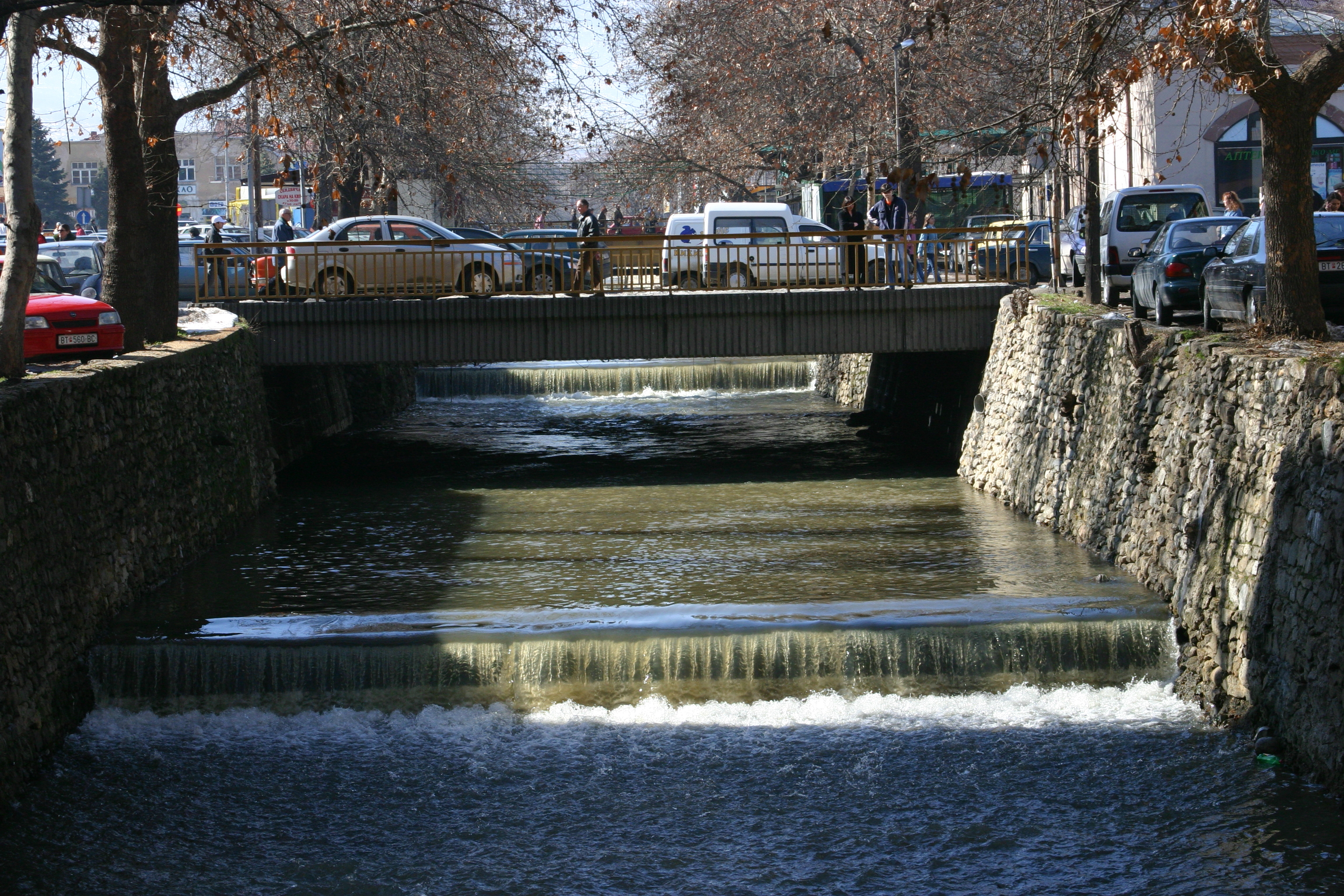
Міст через Драгор в Бітолі
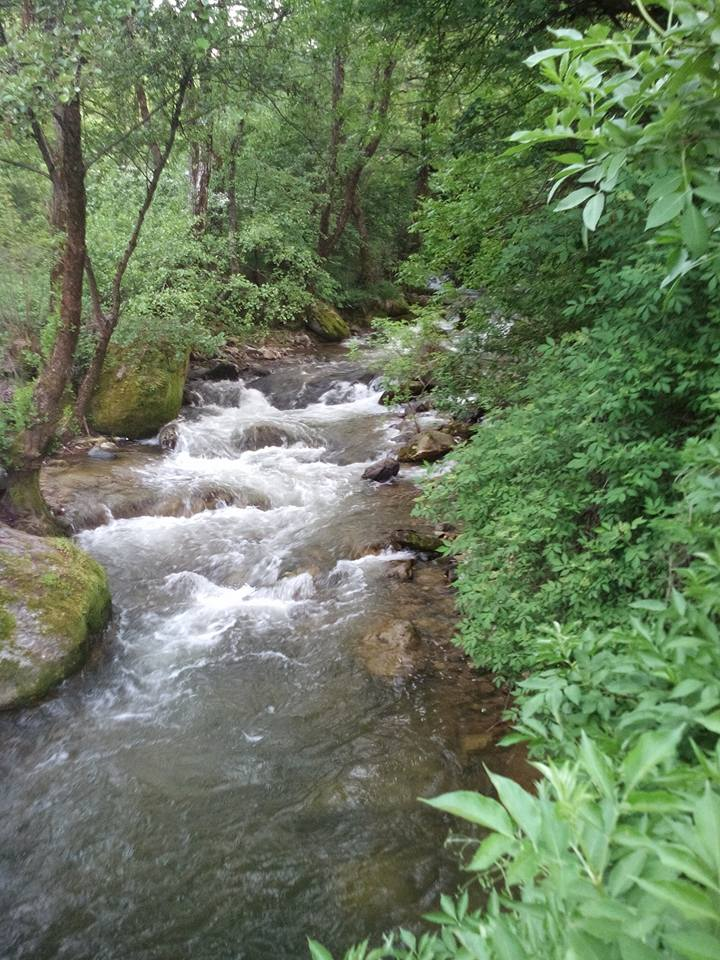
Течія річки Драгор біля села Дихове.
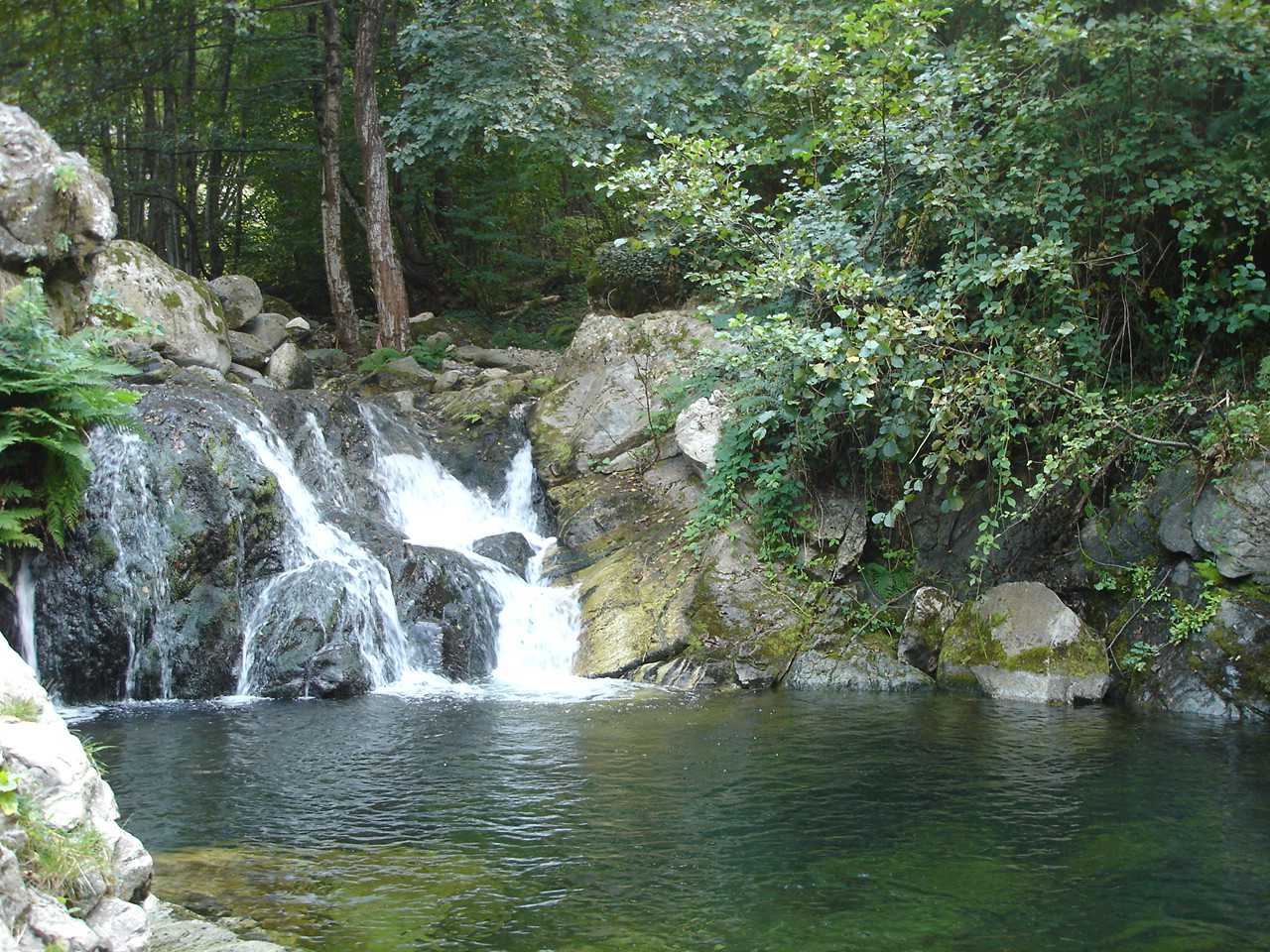
Водоспад Капейнці на Драгорі, над Диховим